# アオハル (青春) TV
『アオハル（青春）TV』（あおはるティーヴィー）は、フジテレビ系列において2019年（平成31年・令和元年）1月27日から8月18日まで毎週日曜日21:00 - 21:54(JST)に放送されていた日本のバラエティ番組である。全16回。

## 概要
2018年4月28日・9月20日の2度にわたって放送された『青春アオハルTV』をレギュラー化したものである。全国各地にて発掘した「青春な人」を紹介するといった内容である。ヒロミがフジテレビ系列のゴールデンタイム帯のレギュラー番組でMCを務めるのは2004年3月28日まで本番組と同じくこの時間に放送されていた『発掘!あるある大事典』（関西テレビ制作。『II』に改題後、捏造発覚により打ち切り）以来15年ぶりであり、単独としては本番組が初めてとなった。
フジテレビ系列の日曜21時台が1時間のバラエティ番組枠になるのは、『オモクリ監督 〜O-Creator's TV show〜』（2014年10月 - 2015年9月）以来の4年ぶりとなる
視聴率は開始当初から著しく低迷し、『ジャンクSPORTS』（第2期）・『でんじろうのTHE実験』・『Mr.サンデー』（フジテレビ・関西テレビ共同制作）の拡大版や、特番編成などで放送が何週間も連続で休止したりすることが多かった。
低迷の結果、秋の改編期前の8月18日放送分が最終回となった。放送期間は約7ヶ月間だが、先述の休止頻発のため、約4ヶ月分の16回放送だった。
後番組は、20・21時台に放送の『日曜THEリアル!』。それまでは『ジャンク』・『THE実験』・『Mr.サンデー』の拡大版や特番編成でつなげていた。
スタッフの一部は、同年10月から水曜22時枠にて『BACK TO SCHOOL!』を担当していた。
同年11月末で、総合演出を担当していたマイアミ啓太がフジテレビを退社。

## 出演者
MC
- ヒロミ

レギュラー
- 菊池風磨（Sexy Zone）
- 佐藤勝利（Sexy Zone）
- ビビる大木
- DAIGO

## スタッフ
最終回時点
- 制作統括：太田一平（特番時はCP）
- 構成：酒井健作、興津豪乃、大井達朗・鈴木遼、澤井直人、前田弘人、小林徹朗、長崎周成、西村英樹
- ナレーション：伊津野亮、服部伴蔵門、伊達淳彦
- TP：児玉洋
- TD：佐々木信一
- SW：小林知司、磯前裕之【週替り】
- CAM：秋山勇人（ニユーテレス）、丸山敬紀【週替り】
- VE：富田祐介
- 照明：大場佳祐
- 音声：澤田顕一
- PA：須藤傑
- 【ロケ】
  - CAM：羽鳥慎一郎
  - 音声：村本達弥
- 美術プロデューサー：豊田亮介
- 美術デザイン：安部彩（第2回はデザインと表記）
- アートコーディネーター：椛田学、徳永法子
- 大道具：大川原祐也
- 大道具操作：田中裕士
- アクリル装飾：谷口航平
- 装飾：百瀬貴弥
- 電飾：後藤佑介
- メイク：大友麻衣子
- 衣装：岡田夏美
- タイトル：平原洋輔
- CG：木本禎子
- 編集：増田徳樹、藤本麻衣子【週替り】
- MA：山岸慎一郎、小林由愛子【週替り】
- 音響効果：斉藤信之（モアバウンスサウンド）
- スチール：西川直樹
- 技術協力：共テレ、fmt、SWISH JAPAN、インターナショナルクリエイティブ、サンフォニックス、IMAGICA
- 美術協力：フジアール
- リサーチ：ビスポ、LIBERUS
- 広報：高橋慶哉
- TK：江野澤郁子
- デスク：鈴木桂子
- 協力：BEEPS、第一興商、バンダイナムコエンターテインメント
- 制作協力：ビーカンパニー・全力カンパニー、ホリックス、ブロックス、ZION
- AD：川上惇、高森奏、大坪愛莉、美浪あかり、森江花、井上美鈴、久保直弥、鐘ヶ江和樹、伊藤優希、清水雄大・長谷川貴彦、由利拓也、奥野愛理、季世隣、亀谷優佳、川戸涼平・下村健郎、門眞聖羽、大脇顕矢・橋本健、窪田ゆき、玉田海弥【週替り】
- 制作進行：相場優衣子（クリーク・ アンド・リバー社）
- FD：山崎亮
- AP：相馬令子（クリエイターズボックス）、大澤ひとみ・岡野明子
- 制作プロデューサー：佐々木誠（ホリックス）、早坂香里、前田美和、三浦佳憲（ZION）、高橋洋子（クラフト）【週替り】
- ディレクター：永井雄一、寺野慎一郎（acro）、永井洋之、後藤駿介、佐々木健太・三村美絵（オフィスぼくら）・山口貴由（全力カンパニー）、本間和美、清水悠貴、滝田靖明、後藤慧・高戸大悟、斉藤房之、田中義巳・大野剛史、奥川祐輝（ZION）、松尾竜二、斎藤ノエル龍佑（クラフト）・遠藤達也（ステイ）、丸谷敬典（ガッツエンターテイメント）【週替り】、大野和幸【毎週】
- 演出：川本賢一郎（ブロックス）【毎週】、井上圭、浅井裕太郎、前川コーファン（全力カンパニー）、井上洋平【週替り】
- プロデューサー：上野貴央・松尾やす子・加藤智章
- チーフプロデューサー：黒木彰一
- 総合演出：マイアミ啓太
- 制作：フジテレビ編成局制作センター第二制作室
- 制作著作：フジテレビ

### 過去のスタッフ
- 構成：小川浩之
- ナレーション：やちたえこ
- TP：馬塲義土（第1,2回）
- CAM：中野誠也（第1,2回）
- 音声：早見哲平（第1回）、唐渡健夫（第2回）
- VE：小幡成樹（第1回）、伴場匡（第2回）
- 照明：大野遥平（第1,2回）
- ロケ技術(第2回)：小林孝至（第2回）
- 洞窟撮影(第1回)：松下剛士（※第1回）
- CG：秋里直樹（第1,2回）
- 編集：深澤義輝（第1,2回）
- MA：鈴木久美子（第1,2回）
- 技術協力：ニューテレス
- 協力：TikTok、サンテレビ、KBS京都
- TK：海老澤廉子（第1回）
- 制作協力：創輝、BEE BRAIN（共に第1,2回）、LUCKY PANDA
- AD：青木唯香、木場晴香（共に第1回）
- 制作進行：西田早耶香
- FD：松並潤治
- AP：笹崎明奈（BEE BRAIN）
- 制作プロデューサー：村山俊彦（LUCKY PANDA）
- ディレクター：中山亮介、塩澤駿介、笠原瑠宇久、鈴木靖広、住田拓英、尾越功（ハンター）、井筒栄志（遊冒）、椎葉宏冶（LUCKY PANDA）、狩野紀明、新居隆真、斉藤純二、藤原亜矢
- プロデューサー：井上伸正（創輝）

## ネット局と放送時間
2019年8月18日レギュラー終了時点
| 放送対象地域   | 放送局                    | 系列           | 放送日時           | ネット状況 |
| -------------- | ------------------------- | -------------- | ------------------ | ---------- |
| 関東広域圏     | フジテレビ（CX）          | フジテレビ系列 | 日曜 21:00 - 21:54 | 制作局     |
| 北海道         | 北海道文化放送（uhb）     | フジテレビ系列 | 日曜 21:00 - 21:54 | 同時ネット |
| 岩手県         | 岩手めんこいテレビ（mit） | フジテレビ系列 | 日曜 21:00 - 21:54 | 同時ネット |
| 宮城県         | 仙台放送（OX）            | フジテレビ系列 | 日曜 21:00 - 21:54 | 同時ネット |
| 秋田県         | 秋田テレビ（AKT）         | フジテレビ系列 | 日曜 21:00 - 21:54 | 同時ネット |
| 山形県         | さくらんぼテレビ（SAY）   | フジテレビ系列 | 日曜 21:00 - 21:54 | 同時ネット |
| 福島県         | 福島テレビ（FTV）         | フジテレビ系列 | 日曜 21:00 - 21:54 | 同時ネット |
| 新潟県         | 新潟総合テレビ（NST）     | フジテレビ系列 | 日曜 21:00 - 21:54 | 同時ネット |
| 長野県         | 長野放送（NBS）           | フジテレビ系列 | 日曜 21:00 - 21:54 | 同時ネット |
| 静岡県         | テレビ静岡（SUT）         | フジテレビ系列 | 日曜 21:00 - 21:54 | 同時ネット |
| 富山県         | 富山テレビ（BBT）         | フジテレビ系列 | 日曜 21:00 - 21:54 | 同時ネット |
| 石川県         | 石川テレビ（ITC）         | フジテレビ系列 | 日曜 21:00 - 21:54 | 同時ネット |
| 福井県         | 福井テレビ（FTB）         | フジテレビ系列 | 日曜 21:00 - 21:54 | 同時ネット |
| 中京広域圏     | 東海テレビ（THK）         | フジテレビ系列 | 日曜 21:00 - 21:54 | 同時ネット |
| 近畿広域圏     | 関西テレビ（KTV）         | フジテレビ系列 | 日曜 21:00 - 21:54 | 同時ネット |
| 島根県・鳥取県 | 山陰中央テレビ（TSK）     | フジテレビ系列 | 日曜 21:00 - 21:54 | 同時ネット |
| 岡山県・香川県 | 岡山放送（OHK）           | フジテレビ系列 | 日曜 21:00 - 21:54 | 同時ネット |
| 広島県         | テレビ新広島（TSS）       | フジテレビ系列 | 日曜 21:00 - 21:54 | 同時ネット |
| 愛媛県         | テレビ愛媛（EBC）         | フジテレビ系列 | 日曜 21:00 - 21:54 | 同時ネット |
| 高知県         | 高知さんさんテレビ（KSS） | フジテレビ系列 | 日曜 21:00 - 21:54 | 同時ネット |
| 福岡県         | テレビ西日本（TNC）       | フジテレビ系列 | 日曜 21:00 - 21:54 | 同時ネット |
| 佐賀県         | サガテレビ（STS）         | フジテレビ系列 | 日曜 21:00 - 21:54 | 同時ネット |
| 長崎県         | テレビ長崎（KTN）         | フジテレビ系列 | 日曜 21:00 - 21:54 | 同時ネット |
| 熊本県         | テレビ熊本（TKU）         | フジテレビ系列 | 日曜 21:00 - 21:54 | 同時ネット |
| 鹿児島県       | 鹿児島テレビ（KTS）       | フジテレビ系列 | 日曜 21:00 - 21:54 | 同時ネット |
| 沖縄県         | 沖縄テレビ（OTV）         | フジテレビ系列 | 日曜 21:00 - 21:54 | 同時ネット |

- スペシャル放送時は番組終盤6分がローカルセールス枠になる為、フジテレビ系列各局で編成の都合によりネット局は番組終盤6分前で飛び降り、または同時フルネットする場合もあった。
- 当該時間帯が日本テレビ系列の番組（行列のできる法律相談所）を同時ネットしている、大分県のテレビ大分（TOS）と宮崎県のテレビ宮崎（UMK）[注 5]（共にクロスネット局）では、遅れネットでの放送はされなかった。